# .ve
.ve es el dominio de nivel superior geográfico (ccTLD) para Venezuela, creado el 7 de marzo de 1991 y actualizado el 1 de diciembre de 2019.
El Centro de Información de Red de Venezuela (NIC.VE) es el responsable de la administración del espacio de nombres de dominio asignado para la República Bolivariana de Venezuela (VE), donde se mantiene un sistema electrónico de registro de nombres de dominio y se opera una red de servidores, que proveen a la comunidad de usuarios de Internet de una plataforma sólida y confiable para mantener su presencia en la red global de Internet.

## Historia
En principio su administración fue conferida a la Red Académica de Centros de Investigación y Universidades Nacionales. En mayo de 2000, por Decreto Presidencial, se declara el acceso y uso de internet como política prioritaria para el país y se delega en el Ministerio de Ciencia y Tecnología el desarrollo del material académico, científico y cultural a fin de desarrollar las tecnologías de la información. A partir del 16 de septiembre de 2008, la Comisión Nacional de Telecomunicaciones (CONATEL) asumió la administración y gestión del Centro de Información de Red de la República Bolivariana de Venezuela (NIC.VE), funciones que venían siendo desempeñadas por el Centro Nacional de Tecnologías de Información (CNTI), organismo también adscrito al Ministerio del Poder Popular para las Telecomunicaciones y la Informática. Este ministerio a su vez fue suprimido en 2009, quedando así CONATEL adscrito en la actualidad al Ministerio del Poder Popular para la Comunicación y la Información (MINCI). Desde el 24 de septiembre de 2019 las normas de registro y renovación de dominios están supeditados al Plan Nacional de Nombres de Dominio ".ve".

## Uso y clasificación de los dominios .ve
Los nombres de dominios internacionalizados están disponibles desde el 15 de marzo de 2005 para los dominios .ve, y bajo dicha norma se permite de caracteres propios del idioma castellano: á, é, í, ó, ú, ü y ñ.
Los usuarios que desee anexar ".ve" a las direcciones de sus portales web, deberá formalizar una petición ante la Comisión Nacional de Telecomunicaciones:
- .com.ve: Portales
- .net.ve: Redes y compañías
- .org.ve: Organizaciones u ONG
- .edu.ve: Universidades y otras instituciones académicas
- .gob.ve: Dominios del Estado Venezolano[9][10]
- .mil.ve: Instituciones Militares Venezolanas
- .info.ve: Sitios informativos
- .web.ve: Individuos
- .co.ve: Una página web originalmente ".com" transportada a Español Venezolano
- .ve: Usado solo por la Universidad Central de Venezuela, la Universidad Simón Bolívar y la Universidad de Los Andes[cita requerida]

En el año 2017 fueron distribuidos 48 mil dominios web de los cuales, en parte, 36.623 corresponden a ".com.ve", 2.648 a ".co.ve" y 1.704 a "web.ve".